# بوکاینا دو میناز
بوکاینا دو میناز (به پرتغالی: Bocaina de Minas) یک منطقهٔ مسکونی در برزیل است که در میناز ژرایس واقع شده‌است. بوکاینا دو میناز ۵٬۰۸۹ نفر جمعیت دارد.